# Укшін Хоті
Укшін Хоті (алб. Ukshin Hoti, сербохорв. Укшин Хоти, Ukšin Hoti; нар. 1943 — ?) — югославський філософ і громадський діяч албанського походження. Хоті був професором міжнародного права та пізньої філософії в Університеті Приштини і засновником UNIKOMB, політичної партії Косова. З 1982 року він був кілька разів заарештований сербською владою. У 1994 році він був засуджений до п'яти років ув'язнення у Дубраві. У травні 1999 року, коли його вирок закінчився і він повинен був бути звільнений, охоронці в'язниці передислоковували його. Його місцезнаходження досі невідоме, багато правозахисників вважають його мертвим.

## Біографічні відомості
Він вивчав політологію у Загребському і Белградському університетах, навчався в аспірантурах Чиказького, Гарвардського та Вашингтонському університетах (міжнародні відносини і політичні науки). З 1975 року Хоті вчив міжнародне право в Університеті Приштини і працював на адміністративній посаді у парламенті Косова.
У 1982 році він був засуджений югославським судом і провів три з половиною роки у в'язниці за підтримку повстання студентів у 1981, хоча йому не було інкриміновано використання або агітацію насильства. У 1983 Amnesty International визнала його в'язнем сумління. 28 вересня 1994 він був засуджений до п'яти років у виправній колонії Дубрави через «посягання на конституційний лад Сербії». 16 травня 1999 він повинен був бути звільнений, востаннє його бачили живим троє ув'язнених. Замість того, щоб бути звільненим, він був переведений до в'язниці Ніша, і відтоді Хоті пропав безвісти.
До його робіт входить трактат «Політична філософія албанського питання» (алб. Filozofia politike e çështjes shqiptare), опублікований англійською мовою у 1998 році. Він також був номінований на премію Сахарова у 1998 році. Його брат Афрім, член «Самовизначення», був обраний членом Асамблеї Косова на парламентських виборах 2010 року.

## Книги
- Холодна війна і розрядка (Lufta e ftohtë dhe detanti)
- Політична філософія албанського питання (Filozofia politike e çështjes shqiptare)
- Розмова крізь тюремні ґрати (Bisedë përmes hekurash)